# 12352 Jepejacobsen
12352 Jepejacobsen eller 1993 OX6 är en asteroid i huvudbältet som upptäcktes den 20 juli 1993 av den belgiske astronomen Eric W. Elst vid La Silla-observatoriet. Den är uppkallad efter den danske författaren Jens Peter Jacobsen.
Asteroiden har en diameter på ungefär 16 kilometer.